# Antoniotto Botta Adorno

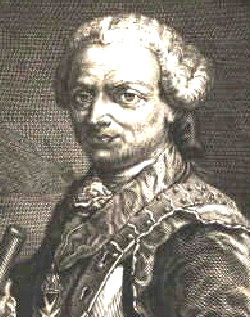
Antoniotto Botta Adorno

Antoniotto Botta Adorno (auch Anton Botta d’Adorno) (dt. Anton Otto Marquis Botta-Adorno) (* 1688 in Pavia; † 30. Dezember 1774 in Pavia) war ein italienischer Adeliger in kaiserlichen Diensten der österreichischen Habsburger. Er war hoher Offizier, zuletzt im Rang eines Feldmarschalls. Er war auch Diplomat sowie bevollmächtigter Minister in den österreichischen Niederlanden, kaiserlicher Beauftragter in Italien (Plenipotentiar) sowie Verwalter des Großherzogtums Toskana.

## Leben

### Frühe Jahre
Er stammte aus einer genuesischen Adelsfamilie. Einige seiner Vorfahren waren Dogen der Stadt. Er war Sohn des Dichters Alexander Botta-Adorno, der aus Genua fliehen musste. Er trat früh in den Malteserorden ein. Dort diente er bis 1709. Danach begleitete er 1711 den österreichischen Botschafter Carlo Stampa zu Ausbildungszwecken nach Portugal. Dank der Fürsprache von Eugen von Savoyen erhielt er schon in jungen Jahren eine Stelle als Hauptmann in der kaiserlichen Armee. Durch Kauf erwarb er 1717 die Oberstwachtmeisterstelle im Regiment Marulli. Daneben wurde er für diplomatische Aufgaben eingesetzt. Er leitete 1719 die Verhandlungen zur Übergabe der Liparischen Inseln. Später stieg er zum Obersten in seinem Regiment auf. Im Jahr 1733 wurde er an den bayerischen Hof entsandt, um die politischen Ziele des Kurfürsten herauszufinden. Er wurde 1734 zum Generalmajor und ein Jahr später zum Feldmarschallleutnant befördert. Im Russisch-Österreichischen Türkenkrieg zeichnete er sich vor allem in der Schlacht bei Kornja aus. Während des Krieges lernte er den späteren Kaiser Franz Stephan von Lothringen kennen, dessen enger Vertrauter er wurde. Im Jahr 1739 wurde er Inhaber eines Regimentes (später No. 12).

### Botschafter
Er wurde Botschafter in Sankt Petersburg, bat aber wegen der Intrigen am Hofe um seine Abberufung. Stattdessen wurde er nach Berlin entsandt. Dort sollte er auch die militärischen Vorbereitungen Friedrichs II. beobachten. Er warnte Wien vor einem möglichen Angriff in Schlesien. Franz I. Stephan betraute Botta-Adorno noch einmal mit vergeblichen geheimen Verhandlungen, um einen Krieg zu verhindern. Nach Kriegsbeginn wechselte er als Gesandter nach St. Petersburg. Er sorgte dort für ein zeitweise besseres Verhältnis beider Höfe. Eine Intrige zwang ihn zur Rückkehr. Dabei soll die neue Kaiserin Elisabeth zur Überzeugung gekommen sein, Botta-Adorno würde versuchen, sie zu Gunsten von Iwan VI. abzusetzen. Eine Bestrafung verweigerte der Wiener Hof aus Mangel an Beweisen. Die Affäre verschlechterte die Beziehungen zwischen Wien und St. Petersburg.

### Militärbefehlshaber
Nach seiner Rehabilitierung wurde er zum Feldzeugmeister ernannt. In der für die Kaiserlichen siegreichen Schlacht bei Piacenza am 16. Juni 1746 befehligte er den rechten Flügel. Als der bisherige Oberbefehlshaber Josef Wenzel von Liechtenstein aus Gesundheitsgründen das Kommando abgeben musste, übernahm es Botta-Adorno. Zusammen mit Karl Emanuel III. von Sardinien siegte er am 10. August 1746 in der Schlacht bei Rottofreno. Er besetzte daraufhin Genua. Gegen seine Besetzung und die hohen mit Härte eingetriebenen Kontributionen brach ein Aufstand aus, der ihn zwang, sich nach Parma zurückzuziehen. Daraufhin verlor er das Kommando.

### Minister in den Niederlanden
Erst 1749 wurde ihm als bevollmächtigter Minister in den österreichischen Niederlanden und als Obersthofmeister des Generalstatthalters Karl Alexander von Lothringen eine neue Aufgabe übertragen. Als Vertrauter des Kaisers setzte Botta-Adorno auch dessen Richtlinien und die von Maria Theresia in den Niederlanden um. Mit dem Generalstatthalter arbeitete er eng zusammen. Dieser Arbeit ist es zu verdanken, dass die österreichischen Niederlande nach den Kriegsjahren einen beachtlichen Aufschwung erlebten. Minister und Statthalter förderten Handel und Gewerbe, verbesserten die Verkehrsinfrastruktur und zogen Künstler an den Hof in Brüssel. Die Position von Botta-Adorno war kompliziert. Hatten seine Vorgänger als bevollmächtigte Minister das Land weitgehend selbstständig regiert, war er selbst dem Generalstatthalter untergeordnet, gleichzeitig sollte er darauf achten, dass Karl von Lothringen seine Kompetenzen nicht übertrat.

### Kaiserlicher Vertreter in Italien
Zu Beginn des Siebenjährigen Krieges wurde er zum Feldmarschall ernannt. Er wurde 1753 Vertreter im Rang eines bevollmächtigten Ministers beziehungsweise als Plenipotentiar der kaiserlichen Interessen in Reichsitalien. Ihm gelang es gegen den Widerstand des Reichshofrates nicht die Plenipotenz zu einem ordentlichen Gericht für die Reichslehen in Italien zu machen.
Seit 1757 verwaltete er für Franz I. Stephan auch die Regierung der Toskana. Er residierte im Palazzo della Crocetta in Florenz. Die Bevölkerung sah in ihm wie in seinen Vorgängern einen Ausländer. Allerdings gelang ihm eine weniger konfliktreiche Regentschaft. Auch die Verwaltung funktionierte zu seiner Zeit besser als zuvor. Im Siebenjährigen Krieg blieb die Toskana neutral. Botta-Adorno bemühte sich um die Heirat der Prinzessin Isabella von Bourbon-Parma mit dem österreichischen Thronfolger Josef I. mit dem Ziel die Beziehungen zwischen den Bourbonen und Habsburg zu stärken. Im Gegensatz zu der Zeit vor dem Beginn seiner Regentschaft, als zahlreiche Lothringer führende Funktionen eingenommen hatten, setzte Botta-Adorno auf einheimische gut geschulte Juristen. Die Verwaltung der Toskana behielt er bis zur Ankunft von Großherzog Leopold 1765. Er selbst blieb bis 1766 in der Toskana.